# Servette Football Club Chênois Féminin 2019-2020
Questa voce raccoglie le informazioni riguardanti il Servette Football Club Chênois Féminin nelle competizioni ufficiali della stagione  2019-2020.

## Divise e sponsor
| Casa | Trasferta | 3ª tenuta |

## Organigramma societario
Area tecnica
- Allenatore : Eric Sévérac
- Allenatore in seconda : Jérémy Faug-Porret
- Allenatore portieri : Walter Rochat
- Direttore sportivo : Richard Feuz

## Rosa
Rosa, ruoli e numeri di maglia come da sito ufficiale, aggiornati al 29 agosto 2019.
| N. |                     | Ruolo | Calciatrice           |
| -- | ------------------- | ----- | --------------------- |
| 1  | Svizzera (bandiera) | P     | Ana Castro            |
| 2  | Svizzera (bandiera) | D     | Laura Tufo            |
| 3  | Svizzera (bandiera) | D     | Eva Carmeni           |
| 4  | Svizzera (bandiera) | D     | Laura Felber          |
| 5  | Svizzera (bandiera) | D     | Caroline Abbé         |
| 6  | Svizzera (bandiera) | C     | Marianne Di Pasquale  |
| 7  | Svizzera (bandiera) | A     | Maeva Sarrasin        |
| 8  | Svizzera (bandiera) | C     | Sandy Maendly         |
| 9  | Canada (bandiera)   | A     | Alyssa Lagonia        |
| 10 | Francia (bandiera)  | C     | Marie Duclos          |
| 11 | Svizzera (bandiera) | A     | Mirela Jakupi         |
| 12 | Svizzera (bandiera) | A     | Marine Voirol         |
| 14 | Svizzera (bandiera) | D     | Nathalia Spälti       |
| 15 | Italia (bandiera)   | A     | Natacha Della Tommasa |

| N. |                     | Ruolo | Calciatrice        |
| -- | ------------------- | ----- | ------------------ |
| 16 | Svizzera (bandiera) | C     | Leticia Silverio   |
| 17 | Francia (bandiera)  | D     | Kenza Chircop      |
| 18 | Svizzera (bandiera) | C     | Yasmina Laaroussi  |
| 19 | Spagna (bandiera)   | C     | Paula Serrano      |
| 20 | Italia (bandiera)   | A     | Giulia Pezzotta    |
| 22 | Francia (bandiera)  | C     | Cathy Paita        |
| 23 | Francia (bandiera)  | A     | Léonie Fleury      |
| 24 | Svizzera (bandiera) | C     | Maeva Muino        |
| 25 | Svizzera (bandiera) | C     | Valérie Gillioz    |
| 26 | Francia (bandiera)  | A     | Mahélys Dorval     |
| 28 | Francia (bandiera)  | D     | Amandine Soulard   |
| 29 | Svizzera (bandiera) | C     | Tatiana Dumauthioz |
| 30 | Svizzera (bandiera) | P     | Fanny Keizer       |
| 31 | Svizzera (bandiera) | P     | Gaëlle Thalmann    |

## Calciomercato

### Sessione estiva
| Acquisti | Acquisti        | Acquisti | Acquisti   |
| R.       | Nome            | da       | Modalità   |
| -------- | --------------- | -------- | ---------- |
| P        | Gaëlle Thalmann | Sassuolo | definitivo |
| D        | Caroline Abbé   | Zurigo   | definitivo |
| A        | Léonie Fleury   | Rodez    | definitivo |

| Cessioni | Cessioni       | Cessioni          | Cessioni   |
| R.       | Nome           | a                 | Modalità   |
| -------- | -------------- | ----------------- | ---------- |
| D        | Kattalin Stahl | Stanford Cardinal | definitivo |

### Sessione invernale
| Acquisti | Acquisti      | Acquisti | Acquisti   |
| R.       | Nome          | da       | Modalità   |
| -------- | ------------- | -------- | ---------- |
| D        | Amira Arfaoui | Basilea  | definitivo |

| Cessioni | Cessioni | Cessioni | Cessioni |
| R.       | Nome     | a        | Modalità |
| -------- | -------- | -------- | -------- |
|          |          |          |          |

## Risultati

### Lega Nazionale A

#### Girone di andata
| Berna 17 agosto 2019, ore 16:00 CEST 1ª giornata | Young Boys | 1 – 0 | Servette Chênois | Stadio Neufeld |

| Cuneo 24 agosto 2019, ore 16:30 CEST 2ª giornata | Servette Chênois | 6 – 1 | Lugano 1976 | Stade des Trois-Chêne |

## Statistiche

### Statistiche di squadra
| Competizione     | Punti | In casa | In casa | In casa | In casa | In casa | In casa | In trasferta | In trasferta | In trasferta | In trasferta | In trasferta | In trasferta | Totale | Totale | Totale | Totale | Totale | Totale | DR  |
| Competizione     | Punti | G       | V       | N       | P       | Gf      | Gs      | G            | V            | N            | P            | Gf           | Gs           | G      | V      | N      | P      | Gf     | Gs     | DR  |
| ---------------- | ----- | ------- | ------- | ------- | ------- | ------- | ------- | ------------ | ------------ | ------------ | ------------ | ------------ | ------------ | ------ | ------ | ------ | ------ | ------ | ------ | --- |
| Lega Nazionale A | 41    | .       | .       | .       | .       | .       | .       | .            | .            | .            | .            | .            | .            | 16     | 13     | 2      | 1      | 43     | 13     | +30 |
| Coppa Svizzera   | -     | .       | .       | .       | .       | .       | .       | .            | .            | .            | .            | .            | .            | .      | .      | .      | .      | .      | .      | .   |
| Totale           | -     | .       | .       | .       | .       | .       | .       | .            | .            | .            | .            | .            | .            | .      | .      | .      | .      | .      | .      | .   |

### Andamento in campionato
| Giornata  | 1 | 2 | 3 | 4 | 5 | 6 | 7 | 8 | 9 | 10 | 11 | 12 | 13 | 14 | 15 | 16 | 17 | 18 | 19 | 20 | 21 | 22 | 23 | 24 | 25 | 26 | 27 | 28 |
| --------- | - | - | - | - | - | - | - | - | - | -- | -- | -- | -- | -- | -- | -- | -- | -- | -- | -- | -- | -- | -- | -- | -- | -- | -- | -- |
| Luogo     | T | C | T | C | T | C | T | C | T | C  | T  | C  | T  | C  | C  | C  | T  | C  | T  | C  | T  | C  | T  | C  | T  | T  | T  | C  |
| Risultato | P | V | V | V | V | N | V | V | V | V  | V  | V  | V  | V  | N  | V  | -  | -  | -  | -  | -  | -  | -  | -  | -  | -  | -  | -  |
| Posizione |   |   |   |   |   |   |   |   |   |    |    |    |    |    |    | 1  | -  | -  | -  | -  | -  | -  | -  | -  | -  | -  | -  | -  |

Legenda:

Luogo: C = Casa; T = Trasferta. Risultato: V = Vittoria; N = Pareggio; P = Sconfitta.

### Statistiche delle giocatrici
| Giocatore | LNA      | LNA  | LNA         | LNA        | Coppa Svizzera | Coppa Svizzera | Coppa Svizzera | Coppa Svizzera | Totale   | Totale | Totale      | Totale     |
| Giocatore | Presenze | Reti | Ammonizioni | Espulsioni | Presenze       | Reti           | Ammonizioni    | Espulsioni     | Presenze | Reti   | Ammonizioni | Espulsioni |
| --------- | -------- | ---- | ----------- | ---------- | -------------- | -------------- | -------------- | -------------- | -------- | ------ | ----------- | ---------- |
| C. Abbé   | ?        | ?    | ?           | ?          | ?              | ?              | ?              | ?              | ?        | ?      | ?           | ?          |